# Louwoichthys
Louwoichthys pusillus è una specie estinta di pesci ossei appartenente al gruppo degli attinotterigi, vissuta durante il Triassico medio (Anisico, circa 244 milioni di anni fa) in quella che oggi è la Cina sud-occidentale. 

## Descrizione
Louwoichthys pusillus presentava un corpo fusiforme e compresso lateralmente, un muso arrotondato e una pinna caudale eterocerca corta e con margine concavo. La pinna dorsale era più grande della pinna anale e posizionata leggermente posteriormente rispetto all’origine delle pinne pelviche. Il corpo era ricoperto da scaglie lisce. Il cranio presentava ossa del tetto cranico fuse in una singola placca, con superfici lisce tranne che in alcune aree localizzate. Il rapporto tra la lunghezza del frontale e quella del parietale era pari a 2,5. Il mascellare era corto dorsoventralmente nella parte anteriore e si osservavano due paia di raggi branchiostegali. Le pinne dorsale e anale avevano rispettivamente otto o nove e sette o otto raggi principali, mentre la pinna caudale contava 18–20 raggi principali. La formula pterigiale era D19/P10–11, A16–18, C28–29/T31–32.
Il più grande esemplare noto, l’olotipo IVPP V 20421, misurava 39 mm in lunghezza standard e 12 mm di lunghezza del cranio, con una profondità massima del corpo di 13 mm. Il più piccolo esemplare misurava 32 mm. Nonostante le dimensioni ridotte, tutti gli individui sono considerati adulti sulla base della fusione delle ossa craniche e della copertura completa del corpo da parte delle scaglie.

## Classificazione
Questo piccolo pesce è stato descritto sulla base di 14 esemplari fossili ben conservati, provenienti dai depositi marini della Formazione di Guanling, in particolare dalle località di Luoping e Luxi, nella provincia dello Yunnan.
Louwoichthys appartiene alla famiglia Louwoichthyidae, una famiglia di Neopterygii arcaici alla quale appartengono anche i generi Luopingichthys e Ctenognathichthys, noti rispettivamente dal Triassico della Cina e dell’Europa (Monte San Giorgio). La famiglia è inclusa nell'ordine Louwoichthyiformes, al quale appartiene anche la famiglia affine Pseudobeaconiidae, precedentemente inclusa nei “Perleidiformes”, un raggruppamento considerato parafiletico.

## Paleoecologia
Louwoichthys pusillus è tra i più piccoli louwoittiformi conosciuti. Il suo apparato boccale, dotato di denti lunghi e appuntiti, suggerisce una dieta necrofaga, forse basata sul distacco di frammenti di prede di maggiori dimensioni o sul consumo di piccoli resti organici. L’anatomia delle pinne e del corpo suggerisce che fosse capace di movimenti rapidi e precisi sul fondo marino.